# Gonomyia (Gonomyia) currani
Gonomyia (Gonomyia) currani is een tweevleugelige uit de familie steltmuggen (Limoniidae). De soort komt voor in het Nearctisch gebied.